# Hertha Bothe
Hertha Bothe (ur. 3 stycznia 1921 w Teterow, zm. 16 marca 2000) – niemiecka nadzorczyni SS (SS-Aufseherin) w niemieckich nazistowskich obozach koncentracyjnych Ravensbrück (KL), Bergen-Belsen, Stutthof (KL), Bromberg-Ost.

## Życiorys
Bothe od sierpnia 1940 do września 1942 pracowała jako pielęgniarka w szpitalu. W połowie października 1942 została powołana do pracy w załodze obozów koncentracyjnych i skierowana na dwutygodniowe przeszkolenie w obozie koncentracyjnym Ravensbrück.
Skazana i osadzona w więzieniu. 22 grudnia 1951 roku zwolniona z więzienia. Po wojnie wyszła za mąż i zmieniła nazwisko na Lange.
W jednym z nielicznych wywiadów, który został wyemitowany dopiero w 2009 roku, zapytana o to, czy popełniła błąd przez swój współudział, odpowiedziała:
„Dlaczego popełniłam błąd? Nie... Nie wiem jak na to odpowiedzieć. Czy popełniłam błąd? Nie... Błąd polegał na tym, że był to obóz koncentracyjny, a ja musiałam się tam udać, inaczej sama zostałabym w nim umieszczona. To był mój błąd – w pewnym sensie.”